# Loholmen, Västergötland
Loholmen är en ö i sjön   Anten   vid Lo i Långareds socken i Alingsås kommun i Västergötland.
Sedan 1961 är ön ett naturminne för att skydda fågellivet. Mellan 1 mars och 20 juni är det förbjudet att landstiga på ön.  På ön finns ruinerna av det medeltida Lo slott.
Ändamålet med fridlysningen var särskilt för att skydda förekomsten av strandskatan. För övrigt består fågelbeståndet av storlom, måsfåglar, drillsnäppor.
Ön är omkring ett hektar stor och förvaltas av Alingsås kommun.